# Bandrefam
 (février 2023).

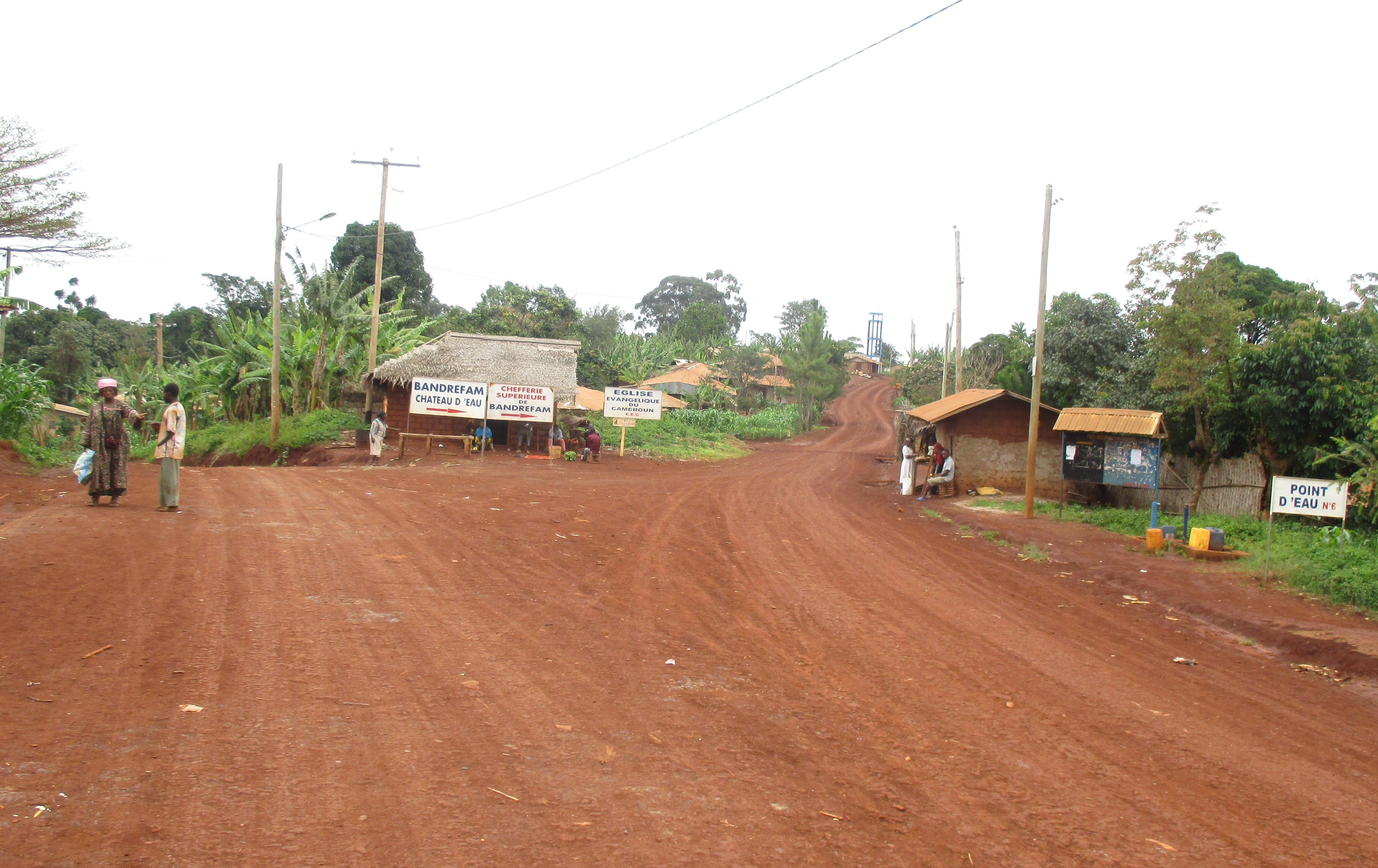
Bandrefam Centre

Bandrefam est un groupement de villages et chefferie de 2e degré de la commune de Bayangam. Administrativement, il fait partie de l'arrondissement de Bayangam, dans le département du Koung-Khi dans la Région de l'Ouest du Cameroun.
Son nom, prononcé Ndiògfap en langue locale, signifie exploitants de vieilles vignes. Bien que Bandrefam soit le nom officiel, les populations de cette chefferie s'identifient plutôt sous l'appellation Kouo'shi qui signifie : émergent du sol.Kouo'shi  prendra la forme de Fab’gnwe aux alentours de 1921, puis de Ndiògfap vers 1928. Finalement, les colons allemands  vont l'appeler Bandrefam, le nom connu de nos jours.
Les Kouo'shi sont des peuples Bamiléké (Semi-Bantous) descendants de plusieurs générations de migrants venus du nord du Cameroun depuis longtemps. Bandrefam est situé à environ 300 km de Douala, la capitale économique du Cameroun, à environ 300 km de Yaoundé, la capitale politique, et à 25 km de Bafoussam, la capitale régionale.
Sur le plan administratif, elle fait partie de la commune de Bayangam, dans le département du Koung-Khi, dans la province de l'Ouest du Cameroun. Depuis 2018, le Royaume est dirigé par Sa Majesté Georges Jiejip Tchomgang, fils de Sa Majesté Jiejip Pouokap, décédé le 14 janvier 2018 après une longue maladie. Georges Jiejip est le 105e roi d’une longue dynastie fondée par Fo Kaputse il y a plusieurs siècles. Georges Jiejip a été officiellement intronisé lors d'une cérémonie populaire le 30 novembre 2024 après un séjour prolongé à « Laah Nkam », une sorte de transition traditionnelle vers le pouvoir. Le roi est assisté dans l’exercice de ses fonctions par des notables qui siègent dans des sociétés secrètes et des chefs de quartier.

## Géographie
Bandrefam est situé à environ 250 km de Douala la capitale économique du Cameroun, à environ 280 km de Yaoundé la capitale politique et à 30 km de Bafoussam, la capitale régionale. Limité à l’ouest et sud-ouest par Bangoua, au nord par Batoufam et à l'est par Bagang-Fokam, Bandrefam couvre une superficie d'environ 17 km2. Son relief est un ensemble de plateaux (Lô’oshitô, Tchî, Sinkouô) et de montagnes (Kouofiog, Kouomenang) entrecoupés de vallées fertiles et riches en sable fin. Panchêh et Wooze sont les principales rivières qui arrosent le village.
Le climat est tropical caractérisé par une longue saison sèche et une courte saison de pluie.

## Historique
Bandrefam est un royaume vieux de plusieurs siècles, fondé entre le XIIe et le XIIIe siècle, il est l'un des plus vieux royaumes en région Bamiléké. À cause des querelles de succession entre fils, ce royaume connut un éclatement qui donna naissance aux chefferies Bangoua, Batoufam et Babouantou.
Bandrefam a subi, au cours de siècles précédents, de nombreuses attaques de ses voisins. La dernière en date est la guerre de neuf ans contre la chefferie Bangoua. Cette guère fratricide connu sa fin avec la signature d'un accord de paix (pacte de réconciliation et de Pardon) le 30 septembre 2006 entre les deux chefferies.
Pendant les années de braises d'avant et d'après l'indépendance du Cameroun, Bandrefam fut rasé, comme de nombreuses autres chefferies Bamiléké, par la répression du régime d'Ahidjo, appuyée par l'armée française. (Cf Le génocide Bamiléké,,). Cette violence répressive contribua à la destruction significative de la population par dizaine de milliers. La majorité des survivants fut contrainte à l'exil. La plupart n'est plus jamais revenue.

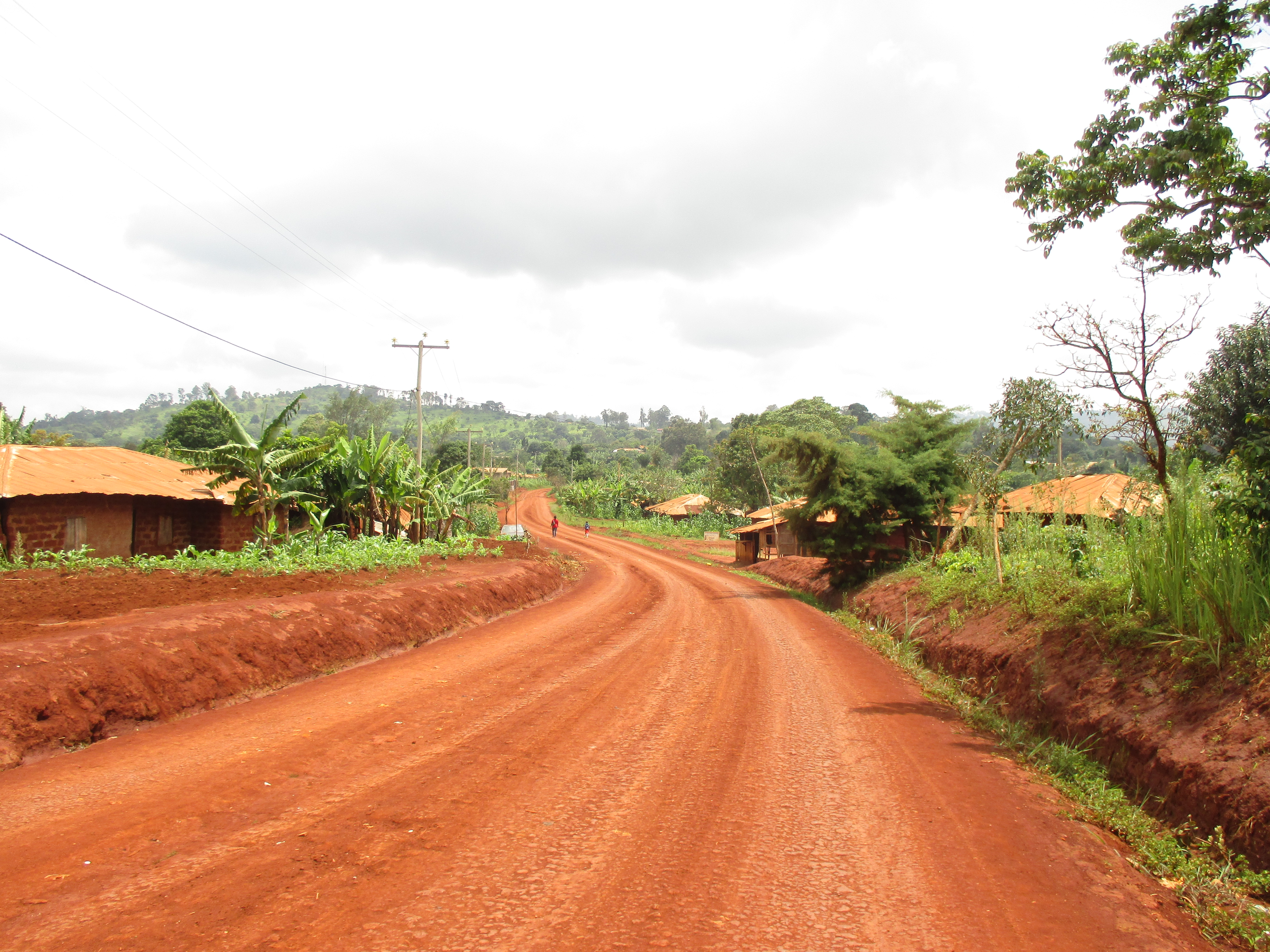
Principale Route traversant Bandrefam

## Quartiers
Le groupement est constitué de six quartiers : 
- Ngouonkouong
- Nka’ala
- Pou’guieu
- Tchieu
- Toula
- Ntchi.

## Population et société
Les Kouo'shi sont des peuples Bamiléké (Semi-Bantou) issus de plusieurs générations de migrants en provenance du Nord Cameroun et dont on pourrait retracer les origines depuis L'Égypte du temps des Pharaons.
Le royaume est dirigé depuis 2018 par Georges Jiejip Tchomgang, fils de Jiejip Pouokap, décédé le 14 janvier 2018 des suites de longue maladie.
Georges Jiejip est le 105e roi d'une dynastie fondée par Fo Kaputse il y a plusieurs siècles.
Le roi est assisté dans l'exercice de ses fonctions par des notables qui siègent au sein des sociétés secrètes et des chefs de quartiers[réf. nécessaire].
La population de Bandrefam, relativement homogène, est estimée aujourd'hui à environ cinq mille (5 000) habitants qui vivent dans le périmètre du royaume. Mais vers la fin des années 1960, l'on a pu observer une vague de pasteurs nomades Mbororo, venus du Nord Cameroun, à la recherche de pâturages pour leur bétail[réf. nécessaire].
L'on note aussi, depuis l'éclatement de la guerre civile en 2017 dans les deux provinces anglophones, un flux migratoire de civils qui sont venus s'installer dans le  village, à la recherche de refuge et de terres à cultiver.
Pendant la période des récoltes, des réunions familiales et des funérailles, cette population connait un accroissement notable, du fait de l'arrivée temporaire des fils et filles résidant à l'extérieur du Royaume.

## Religion
Les  Kouo'shi sont généralement attachés aux pratiques ancestrales : le culte des morts. Le lieu sacré ou lieu de culte ancestral est appelé Koupmbâ, lieu ou le “Shi” ( Dieu) est évoqué et adoré. “Shi Koupmbâ” (Dieu de Koupmbâ ou bien Dieu du lieu Sacré) est  l'expression couramment utilisée pour invoquer sa présence en cas de Malheur, de Bonheur ou simplement lors d'une rencontre entre individus. Il n'est pas rare d'entendre des expressions telles que :“Shi Koupmba Tchop N’zog Mo.”  Traduction : Dieu de Koupmba, ait pitié de nous. Ou encore : “Shi Koupmba  loo N’ji.” Traduction : Puisse le Dieu de Koupmba t’accompagner[réf. nécessaire].
Une minorité de la population est soit chrétienne soit animiste. Des Églises y ont d'ailleurs vu le jour, dont les plus importantes sont la chapelle de l’Église Catholique et la paroisse de l’EEC (Église Évangélique du Cameroun).

## Économie
L'agriculture de subsistance, le petit élevage et l'artisanat constituent les principales sources de revenu des populations. On cultive généralement les arachides, le maïs, les patates, l'igname, le manioc, les bananes plantains, mais aussi, de petites exploitations de cultures vivrières telles que la tomate, le chou, les pastèques, etc.

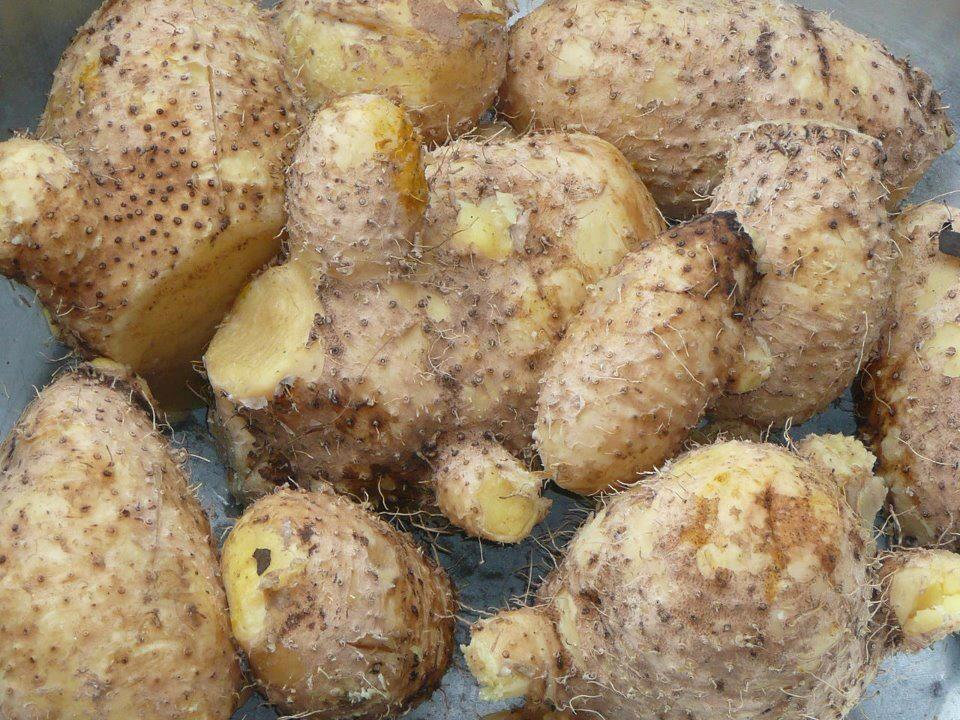
Igname-Bandrefam-Cameroon

On élève les chèvres, les moutons et la volaille destinés au petit commerce.
Bandrefam abrite un marché local où les villageois viennent écouler leurs produits.
La culture du café arabica fait également partie des activités agricoles.

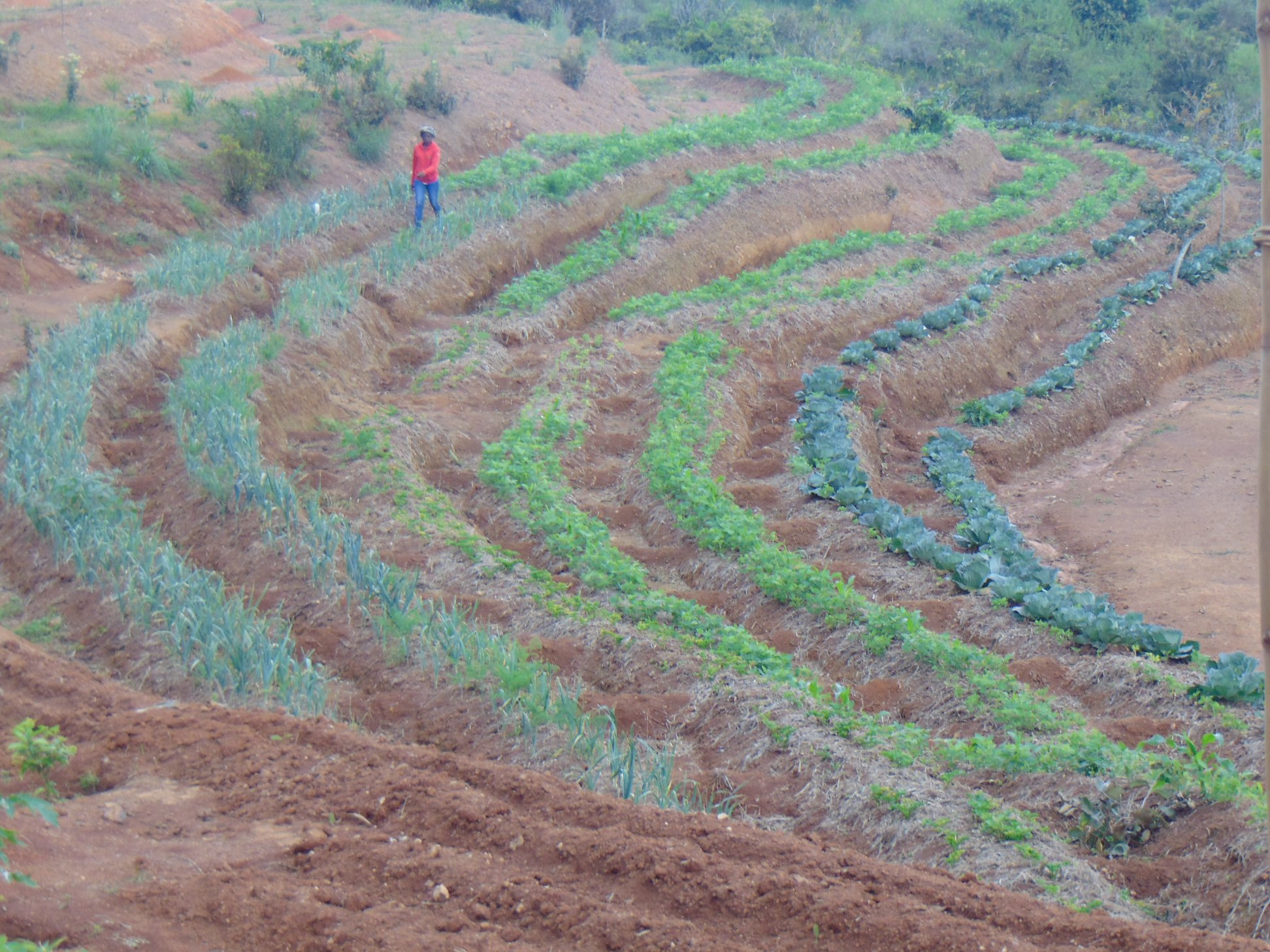
Ecovillage-Bandrefam-Cameroun

Depuis 2017, le Global Ecovillage Network - baptisé localement ‘‘KOUO’SHI NDAMNZÙ’’ - qui signifie ‘‘Kouo’shi du futur’’ou “Bandrefam du futur”- s'est installée dans le village dans le quartier Nka’ala. Ecovillage transforme localement les produits de ses plantations et les revend sur le marché local et à l'international. Cette organisation contribue de manière significative à l'amélioration du mode de vie des habitants du village. En plus d'offrir du travail aux jeunes diplômés, elle offre aux villageois la formation en agriculture durable et l'utilisation de l'outil informatique pour les plus jeunes.
Les funérailles constituent une autre activité économique non négligeable qui créent des emplois temporaires aux jeunes désœuvrés.

## Éducation
Le système scolaire de Bandrefam est entièrement public et dépend du Ministère de l'éducation nationale, délégation régionale de l'Ouest. Il comporte : une école maternelle, deux écoles primaires et un Collège d'Enseignement Technique et Commercial (CETIC).

Pour les élèves désirant poursuivre les études d’enseignement général, ils peuvent se rendre soit à Kamna (à environ deux kilomètres au Nord du village dans Bangoua) ou à Bangang Fokam (environ un kilomètre à l'Est du village) où il existe  un lycée d'enseignement général 

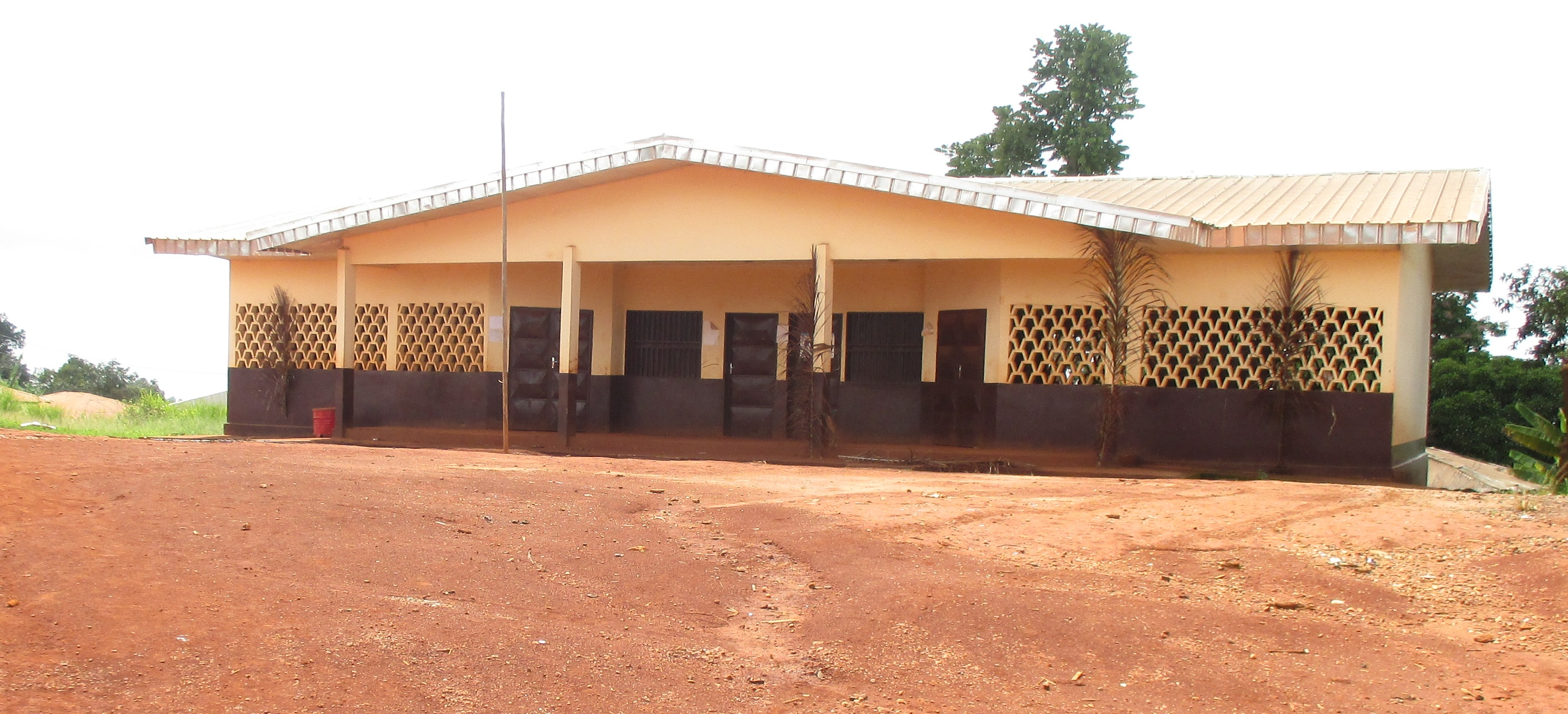
École Maternelle de Bandrefam

## Santé
Bandrefam dispose d'un Centre de Santé Intégré où les malades peuvent recevoir les premiers soins. Mais les cas sérieux de maladie sont transférés à l'hôpital régional de Bafoussam.

## Tourisme et points d'attraction
Le visiteur  en provenance de Douala et qui emprunte l'entrée Sud (par le marché de Kamna) aura l'occasion de découvrir, à partir de la colline de Lô’oshitô, le paysage luxuriant au creux d'une vallée, Bandrefam en grandeur nature. Ces habitations parsemées en brique de terre et aux toits coniques de chaume ou de paille.
Le touriste découvrira également au lointain la zone de pâturage de Serkouò, très verdoyante, entrecoupée de petites montagnes rocheuses de grottes, localisée à environ 3 km de la chefferie.
Le site archéologique de Kùog fiòg composé de plusieurs blocs de granite gravés depuis plusieurs siècles, situé à environ 2 km de la chefferie et les derniers vestiges de la route Bana-Foumban créée par les Allemands sont autant de points additionnels qui ne manqueront pas d'intéresser le touriste.
Avant l’incendie du 29 mai 1961 provoqué par le Regime d’Ahidjo après l’indépendance et les pillages qui ont suivi, la chefferie Bandrefam était un site culturel et touristique très attrayant qui regorgeait un grand nombre d’objets de sculpture. De nos jours, l'on y retrouve tout de même quelques vestiges de ces objets d'art préservés et en exposition devant la case de réception du palais.
Le travail du bambou, et le tissage de la paille et du roseau sont également des attractions qui n'échapperont pas à la curiosité du visiteur.

## Infrastructure
La chefferie Bandrefam est accessible par voie terrestre. Elle est située en retrait (environ 4 km) par rapport à la nationale numéro 4, route qui relie Yaoundé, la capitale politique du Cameroun à Bafoussam, la capitale régionale de l'Ouest.
Elle est traversée d'Est en Ouest par la Route Départementale (D63) qui relie Batié à Bagang- Fokam, en passant par Bandenkop, et Bangou. Cette route est bitumée par endroits. Le tronçon qui relie la nationale numéro 4 jusqu'à Bandrefam a ete gravillonne en 2023.

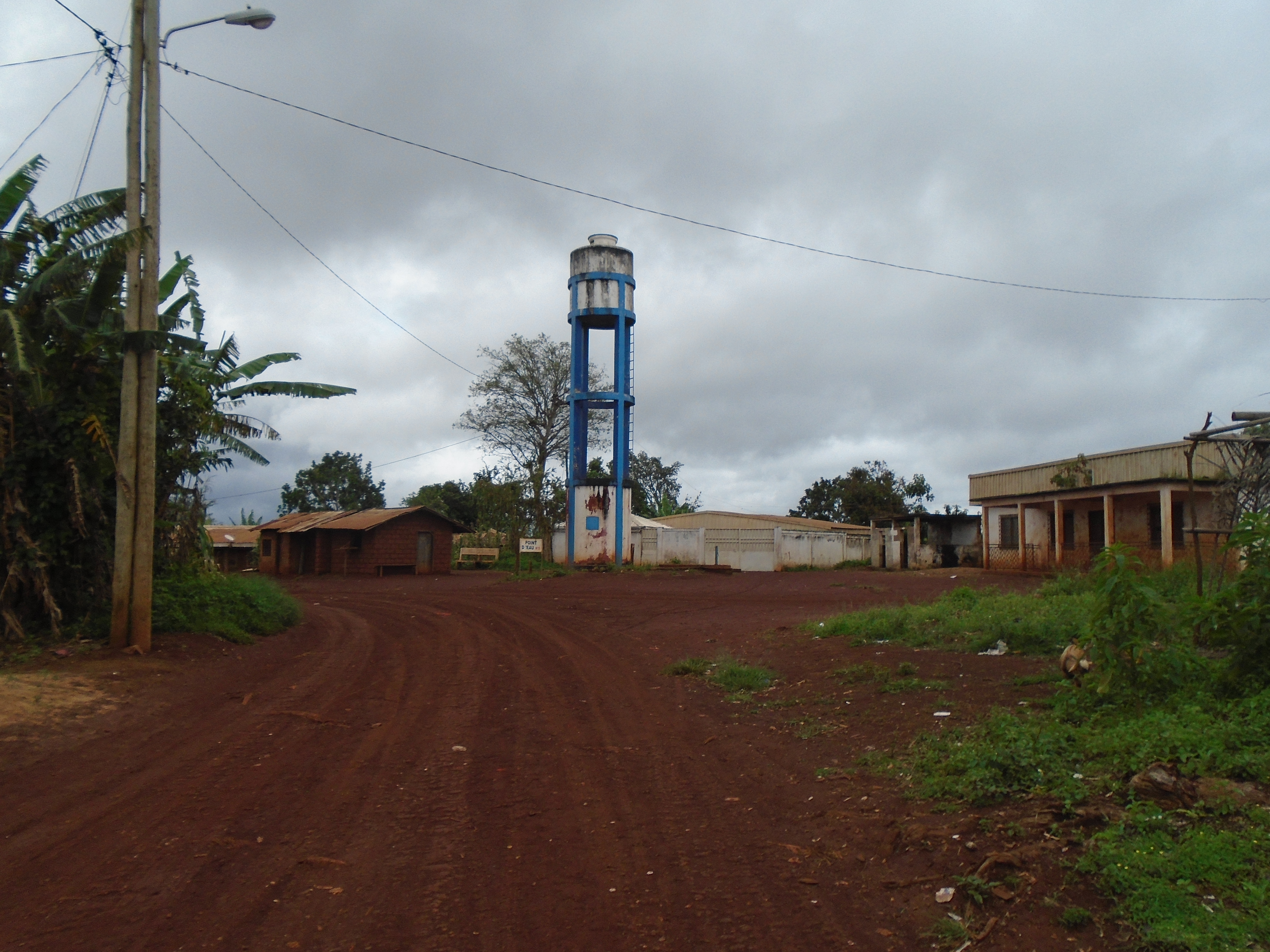
Chateau D'eau

Du marché de Kamna ou bien à partir du péage de Bayangam (sur la nationale numéro 4), le voyageur peut emprunter soit un taxi soit une moto-taxi jusqu'au cœur du village.

## Cuisine
Koki avec la banane poyo, couscous de mais avec le Nkùir, beignets de haricot avec le bâton de manioc, met de pistache ou met d'arachide avec le bâton de manioc; plantain malaxé avec la viande de chèvre ou de bœuf (le met s'appelle Nkòndrè), le taro à la sauce jaune; les pommes de terre pilées avec le haricot noir, constituent le menu très apprécié. Le tout arrosé du vin de palme ou de raphia.

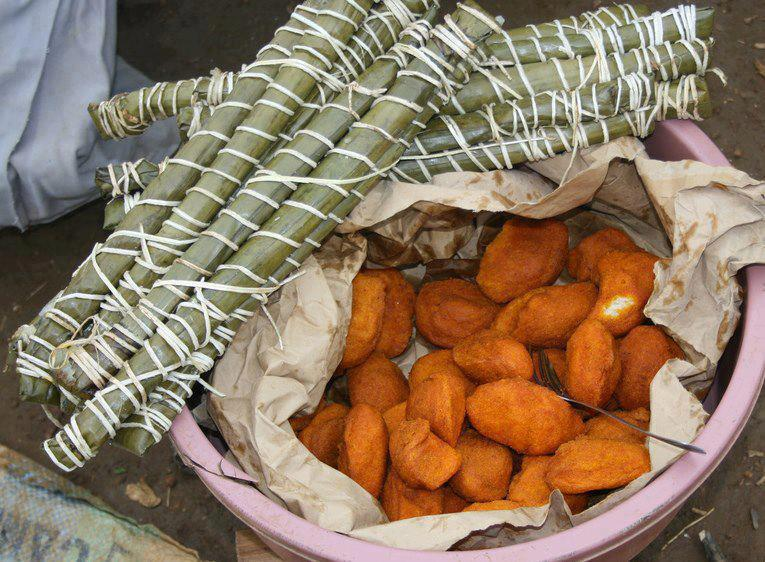
Miodo et beignets

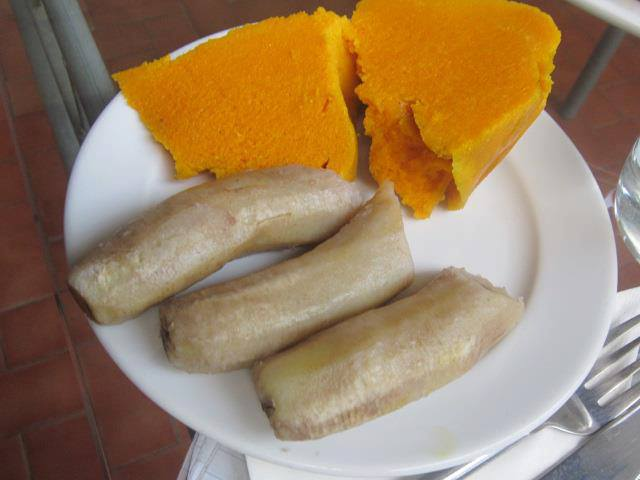
Koki banane poyo

## Danse et Musique
Le Méndoù et le Methièu sont les principales danses exécutées généralement pendant les grandes cérémonies.
Le Méndoù est une danse masculine, exécutée dans un cercle au milieu duquel les roulements de tambour et de balafon, rythmés par les chants des danseurs constituent la principale symphonie. Le rythme est généralement langoureux et empreint de tristesse, certainement en rappel des vieux souvenirs malheureux connus par le peuple autour des siècles passés.
La gandoura blanche et la chéchia constituent l'uniforme de danse qui offre un spectacle luxuriant.
Le Methièu est une danse féminine, exécutée, elle aussi, dans un cercle au milieu duquel la chanteuse principale donne la cadence par la voix et des pas de danse. Cette cadence est reprise en chœur par l'ensemble des danseuses.
Vêtues d'uniforme en pagne fleuri, les danseuses portent, chacune, un grelot sonore autour d'une cheville et qui constitue le seul instrument artificiel de la dance.
Aux pas coordonnés, ces grelots émettent un tintement harmonieux, donnant à la chorégraphie un réel plaisir à regarder.
Ici, le rythme est plus vivant et empreint de gaité. Les chants scandés sont en général en honneur des dignitaires, des enfants et des bienfaiteurs du royaume.
Les femmes chantent aussi l'amour du prochain et la paix entre les peuples.
Le Nzouh ou la danse royale qui se pratique lors de la sortie du nouveau Roi du Laakam et la danse guerrière Lali qui se pratique invariablement en temps de guerre ou de paix (lors des cérémonies funéraires par exemple) sont d'autres types de danses exécutées dans le royaume, généralement par les hommes.

## Vie et Association
Les Bandrefam de la diaspora se regroupent en associations d'aides au développement de leur localité. ADEBA (Association pour le Développement de Bandrefam)  et  AGIR  en sont quelques-unes.

## Media et Communication

### Télévision
Bandrefam est couvert par les signaux télé et radio.
La CRTV et Canal 2 international sont les principales chaines disponibles. Certains foyers reçoivent également les chaînes de télévisions étrangères grâce aux récepteurs satellites.

### Radio
FM 94, CRTV radio poste national, CRTV radio station de l’ouest, radio Venus. Radio Batcham sont recevable à Bandrefam.
Cameroun Tribune, Ouest échos, Le Messager, Mutations, La Nouvelle Expression, Le Jour sont les principales distributions (publications) en provenance de Bafoussam.

### Téléphone/Internet
Bandrefam est couvert par les réseaux téléphoniques mobiles tels que MTN, NEXTEL et Orange. Internet n’est disponible que sur le mobile
Le visiteur peut partager une connexion mobile à partir d'un smartphone ou d'un modem Wi-Fi et l'utiliser via d'autres appareils (Laptops, tablettes, etc.). Des espaces cyber-café n'existent pas à Bandrefam.

## Personnalités liées à Bandrefam
- Elvis Kemayo, musicien et animateur de radio et télévision.
- Charles Tchoungang Avocat et ancien bâtonnier de l'ordre des avocats du Cameroun
- Samuel Tchagoum, Business man, CEO at Aston and Serena Hotels
- Maecelin Gansop , award winning journalist chez Equinox TV
- Guillaume Piendjio Tchoupo, journalist chez RTS/BTM/STV
- Martin Koums, artiste musicien